# Lijst van burgemeesters van Niedorp
Dit is een lijst van burgemeesters van de voormalige Nederlandse gemeente Niedorp in de provincie Noord-Holland sinds het samengaan van Nieuwe Niedorp, Oude Niedorp en Winkel in 1970 tot die fusiegemeente op 1 januari 2012 opging in de nieuwe gemeente Hollands Kroon.
| Ambtsperiode | Naam burgemeester                    | Partij of stroming | Bijzonderheden                                                 |
| ------------ | ------------------------------------ | ------------------ | -------------------------------------------------------------- |
| 1970 - 1985  | Adriaan Anker                        | PvdA               | vanaf 1966 al burg. van Nieuwe Niedorp, Oude Niedorp en Winkel |
| 1985 - 1992  | Ype Dijkstra                         | PvdA               | tot 1990 waarnemend                                            |
| 1993 - 2004  | Leny (H.A.M.M.) Jansen-van der Gevel | PvdA               |                                                                |
| 2004 - 2009  | Franc (F.M.) Weerwind                | D66                |                                                                |
| 2009 - 2012  | Anneke van Dok-van Weele             | PvdA               | waarnemend                                                     |